# Wolfgang Richter (Philologe)
Karl Wolfgang Richter (* 27. Mai 1935 in Coswig; † 17. Dezember 2023 in Rostock) war ein deutscher Klassischer Philologe.

## Leben
Wolfgang Richter studierte an der Universität Rostock Klassische Philologie und Klassische Archäologie. Danach wurde er wissenschaftlicher Assistent des Archäologen Gottfried von Lücken. 40 Jahre lang lehrte er an der Universität Rostock Latein, Altgriechisch sowie Medizingeschichte. Seine 1971 erfolgte Promotion widmete sich dann auch einem Thema, dem Richter auch in den folgenden Jahrzehnten verbunden blieb, der Latein-Ausbildung von Medizinstudenten. Thema der Dissertation war Modell eines fachintegrierten spezialsprachlichen Erziehungs- und Ausbildungsprozesses von Medizinstudenten in Latein. Dieses Rostocker Modell, das den sprachlichen Unterricht mit anatomischen Übungen verband, wurde über die Grenzen des deutschsprachigen Raumes rezipiert. 1998 wurde er zum Honorarprofessor ernannt.
Richter befasste sich mit der Medizingeschichte und der Geschichte der Altertumswissenschaften. Er verfasste eine Biografie über Heinrich Schliemann und saß im Kuratorium der Winckelmann-Gesellschaft, die ihm 1983 die Winckelmann-Medaille verlieh.

## Schriften
- Heinrich Schliemann. Dokumente eines Lebens. Reclam, Leipzig 1992, ISBN 3-379-00533-9 (Reclams Universal-Bibliothek, Bd. 1355)